# 荒武タミ
荒武 タミ（あらたけ タミ、1911年2月20日 - 1992年）は日本の三味線奏者、ゴッタン奏者。
ゴッタンは南九州に広まった箱三味線の一種であり、形状は一般的な三味線と同じだが本体全てに杉材を使用しているのが特徴。薩摩藩による一向宗禁制下で隠れ念仏唄の伴奏楽器として広く農村で親しまれていたが、第二次世界大戦後は土地の人々の記憶からも薄れ去っていた。1977年にゴッタンの弾き語りが東京で紹介され小泉文夫をはじめとする研究者やファンの間に衝撃をもって迎えられることになるのだが、この時に演奏を行ったのが荒武であった。荒武の奏法は撥を用いず、爪弾きであるが曲によっては全ての指を駆使している。

## 経歴
鹿児島県姶良郡福山村比曽木野（福山町を経て、現在の霧島市）で前田盛祐・クサの四女として生まれる。福山町のガイドマップには「荒武タミ生誕地」として記されている。
キミ、クニの姉二人と兄の盛重がいた。タミの2つ下に妹・ハルエが生まれている。
5歳のときに麻疹を患い、治療が遅かったこともあり、ぼんやりとしか見えないよう視力が大きく低下した。母クサは治療が遅れたことを生涯悔やんだと言われる。
当時の国分、末吉、財部、福山の農村では小学校を卒業した女子に三味線を習わせる習慣があったが、三味線は高価でもあったため、多くはゴッタンで練習を行った。14歳になったタミも同様にゴッタンを習い始めるが、母からは目の不自由なタミが、母の死後も苦労しないように稽古を積むことを諭される。
それまで、他家の子守りなどで働いていたタミであったが、16歳のときに母・クサが亡くなる。その後もしばらく子守りを続けていたが、本格的に三味線奏者への道を選ぶ。タミの演奏は評判となり、多くの弟子も持つようになった。
宮崎県都城市上水流町の民俗学者・鳥集忠男、鹿児島民俗学会員の村田に見出され、1977年10月14日に国立劇場「日本音楽の流れ-三絃」で常磐津、長唄、津軽三味線の代表的演奏者にまじって、五十余年前　国分の山中で習いおぼえたゴッタンのひき語りを演じてみせた。
1978年にCBSソニーからレコード『ゴッタン〜謎の楽器をたずねて〜』が発売される。レコードには荒武がゴッタンを弾きながらの、民謡や語り物が収録されているほか、インタビューに答える形で荒武が自身の人生を語る音声も挿入されており、ドキュメンタリー性格も兼ね備えたアルバムとなっている。小泉文夫はレコードのライナーノートにて「荒武さんのゴッタンの伴奏による歌は、実に変化に富んでおり、一曲ごとに技巧も構造もちがって、しかもそれぞれに美しい」「沢山のレパートリーを記憶する際に、各曲のそれぞれが持つ独特の表現を、正確かつ適切につかんで、それが何時でもすぐにとり出せるということは、正（まさ）に驚くべき芸術家の証拠だ。日本の歴史では特に、盲目の音楽家が果たした役割は大きい」と評している。

## 賞歴
- 1977年 - 南日本文化賞[5]
- 1988年 - 文部大臣賞[5]
- 1988年 - 鹿児島県民表彰[5]